# USS LST-940
O USS LST-940 foi um navio de guerra norte-americano da classe LST que operou durante a Segunda Guerra Mundial.